# F11 Museum

F11 Museum, även beskrivet som Sveriges flygspaningsmuseum, är ett flygmuseum invigt 15 oktober 1991 som speglar flygvapnets flygspaningsutveckling under F 11-epoken, från 1941 till flottiljens nedläggning 1980. Huvudman för F11 Museum är Nyköpings Flyghistoriska Förening (NFF).
Vid museet visas den enda bevarade underrättelsepluton som var "hjärnan" i 37-systemet. I museet finns bland annat flygplanen S 29 Tunnan, S 32 Lansen, S 35 Draken och SH 37 framdel uppställda. I F11 Museum finns även möjlighet att flyga simulator, dels SF 37 dels Cessna 240.
Museet är beläget vid Stockholm Skavsta flygplats utanför Nyköping och förvaltas av Nyköpings Flyghistoriska Förening (NFF).

## Museet
Under andra världskriget och kalla kriget gjordes ovärderliga insatser av F 11, främst genom övervakning av Östersjön. För att bevara denna unika epok i Flygvapnets historia tog kamratföreningen F11 Veteraner i slutet av 1980-talet initiativ till ett museum på platsen. 1991 invigdes F11 Museum som ett resultat av stora frivilliga insatser från kamratföreningen.
Museibyggnaden, en mobiliseringsbarack från F11-tiden, hade då renoverats med hjälp av sponsorer och ställdes till förfogande av Skavsta Flygplats. År 1995 byggdes museet ut och omfattar idag ca 150 m² utställningsyta med material i form av foton och föremål.

### Flygplanshallen

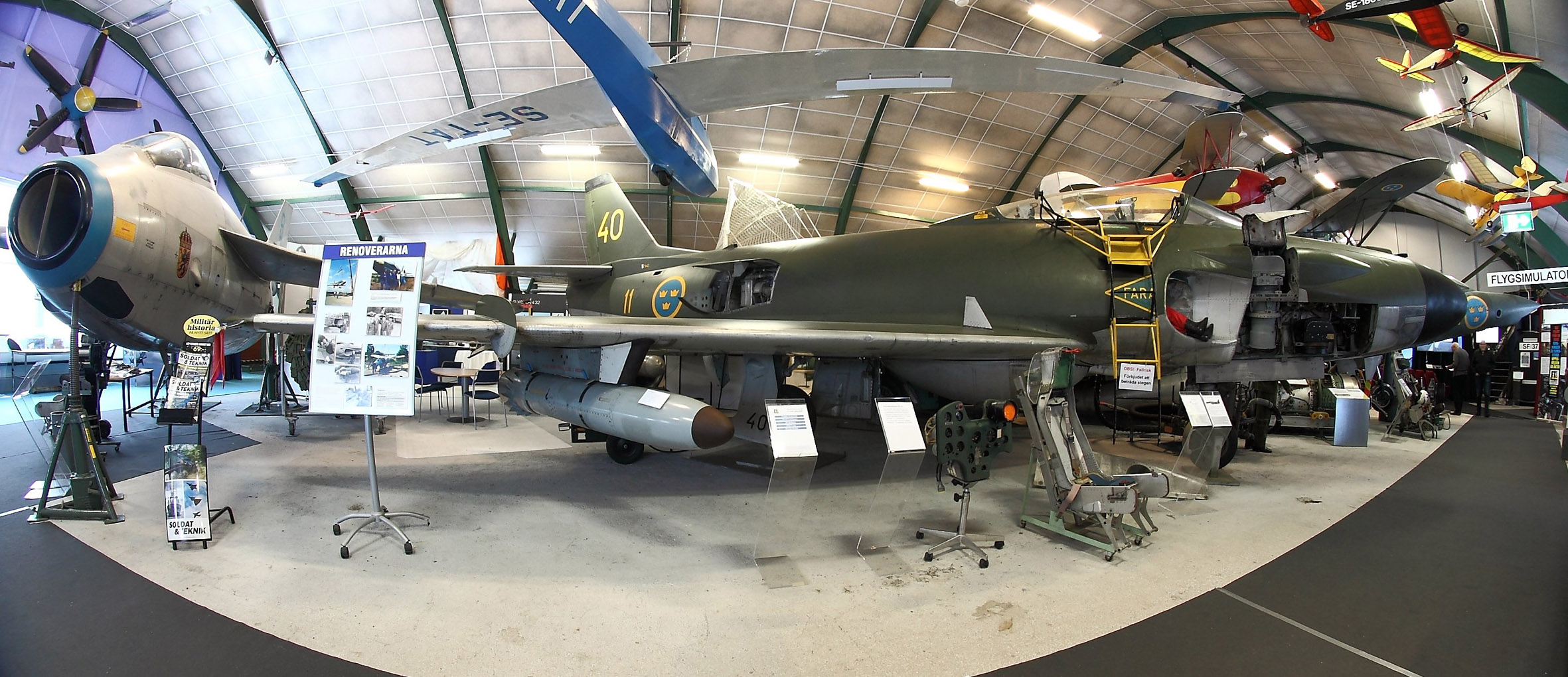
Interiör från F11 Museums Flygplanhall med S 29 och S 32 i förgrunden.

I september 2000 invigdes ytterligare en tillbyggnad, en 800 m2 stor flygplanshall för uppställning av museets 7 flygplan. Under sommaren 2003 togs så ytterligare ett steg i utvecklingen då hallen varmbonades. Åtgärder som resulterade i en ljus och besöksvänlig flygplanshall.
Caféet i flygplanshallen har successivt byggts ut och erbjuder enkel fika till besökare. AV-utrustning och plats för 40-50 sittande ger möjlighet för företag och organisationer att hyra hallen för olika sammankomster i flygmiljö.

## Flygplan

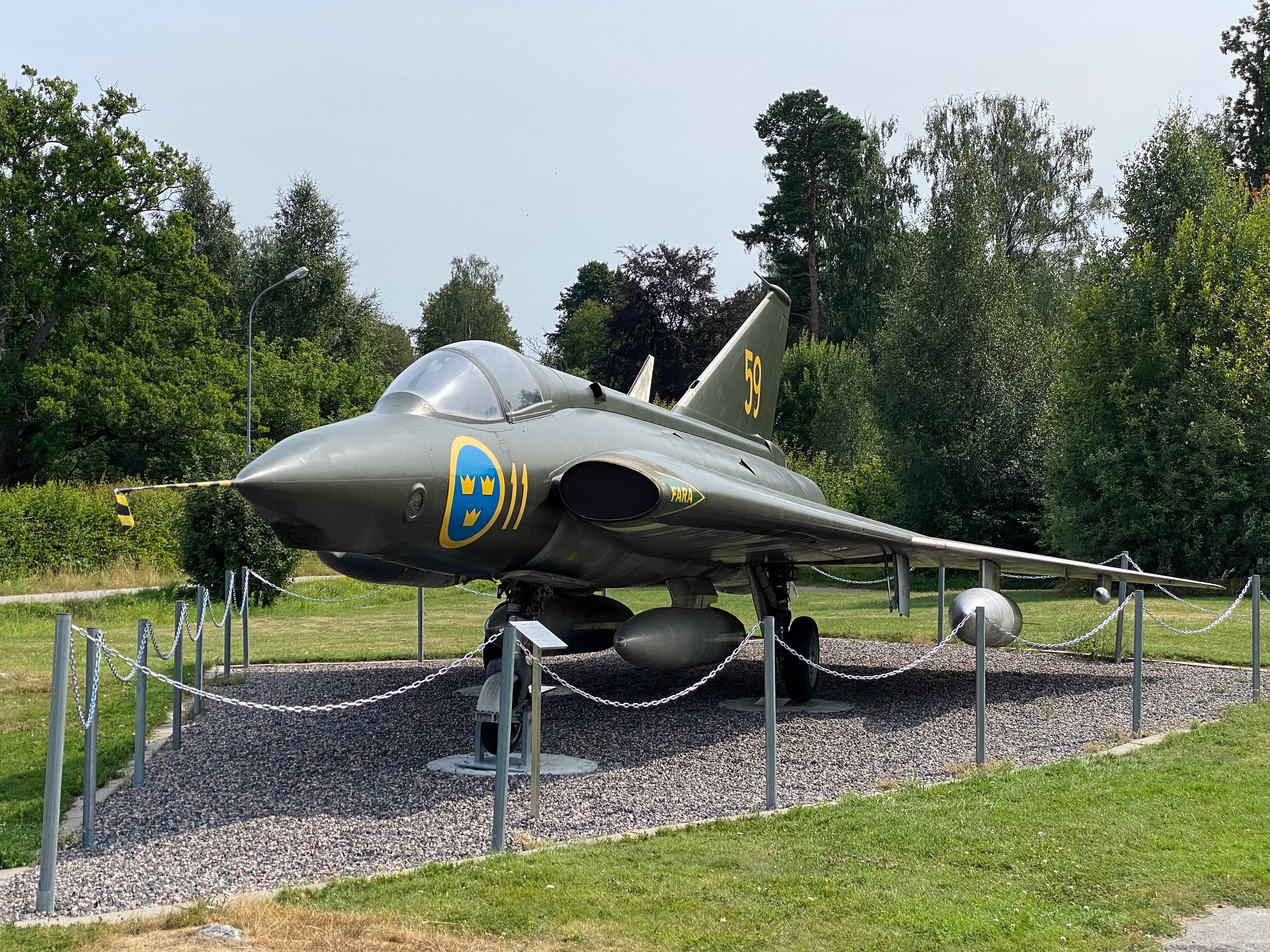
S 35 Draken utanför F11 muséum.

Vid museets invigning ingick en S 35 Draken i samlingarna. Idag har F11 Museum 7 flygplan att visa:
- S 29 Tunnan
- S 32 Lansen
- S 35 Draken
- SK 61 Bulldog
- Piper PA-18 Super Cub
- Scheibe Bergfalke (segelflygplan)
- hemmabyggd Holmberg Racer

Förklaringen till de två sistnämnda är bildandet av Nyköpings Flyghistoriska Förening (NFF). Dessutom finns en komplett framdel av SF 37 Viggen och S 35-nos som klätterobjekt.

## Underrättelsepluton
Sedan 1995 ingår även en så kallad underrättelsepluton i museet. Denna raritet, den enda bevarade i landet, är en enhet för att fältmässigt operera en spaningsdivision. Den utgörs av två långtradarsläp, varav den ena inrymmer komplett fotolabb och fototolkutrustning och den andra divisionsledning och ordersal. Vidare ingår en serviceenhet vätskeförsörjning med mera samt dieseldrivet el-aggregat.
Med denna unika enhet tillsammans med en rad andra föremål som till exempel kameror och tolkutrustning är idag en stor del av verksamheten inriktad på att visa svensk militär flygspaning, omfattande perioden från och med andra världskriget fram till och med system 37.

## Simulatorer
F11 Museum har idag 3 avancerade flygsimulatorer; SF 37 Viggen invigd 2012, Piper 2-motorig propeller invigd 2013 av Landshövdingen Liselott Hagberg, samt SK 60 i en 3,8 m stor kupol, invigd 2016 av förre Flygvapenchefen Kent Harrskog.
Dessutom finns en "barnsimulator" där de yngsta kan låtsasflyga i en riktig flygplanscockpit.